# 금광면
금광면(金光面)은 대한민국 경기도 안성시의 면이다.

동쪽으로는 죽산면 및 충청북도 진천군 광혜원면, 서쪽으로는 안성시도심권 및 서운면, 남쪽으로는 충청북도 진천군 백곡면 및 충청북도 진천군 이월면, 북쪽으로는 보개면 및 삼죽면이 인접해있다.

## 개요
일제시대인 1914년 4월 1일 조선총독부령에 의거 통폐합 당시 조령면, 대문면, 가동면, 월동면 등 4개면을 병합하여 금광면으로 칭했다.
- 1987년 1월 1일 보개 양복리 일부 금광면으로 편입
- 1998년 4월 1일 농촌리, 현수리 안성1동 편입
- 1999년 8월 30일 내우리 일원 현수동에 편입
- 2003년 7월 31일 내우리, 개산리 일부 보개면, 발화동 편입[1]

## 행정 구역
- 개산리(開山里)
- 금광리(金光里)
- 내우리(內隅里)
- 사흥리(四興里)
- 삼흥리(三興里)
- 상중리(上中里)
- 석하리(石下里)
- 신양복리(新陽福里)
- 오산리(梧山里)
- 오흥리(五興里)
- 옥정리(玉井里)
- 장죽리(長竹里)
- 한운리(閑雲里)
- 현곡리(玄谷里)

## 교육
- 금광초등학교
- 개산초등학교
- 중학교 없음
- 고등학교 없음

## 관광
- 석남사
- 금광산성
- 금광호수